# Cratere Tuapi
Tuapi  è un cratere sulla superficie di Marte.